# Souimanga à ventre olive
Cinnyris chloropygius
Espèce
Statut de conservation UICN

 LC  : Préoccupation mineure

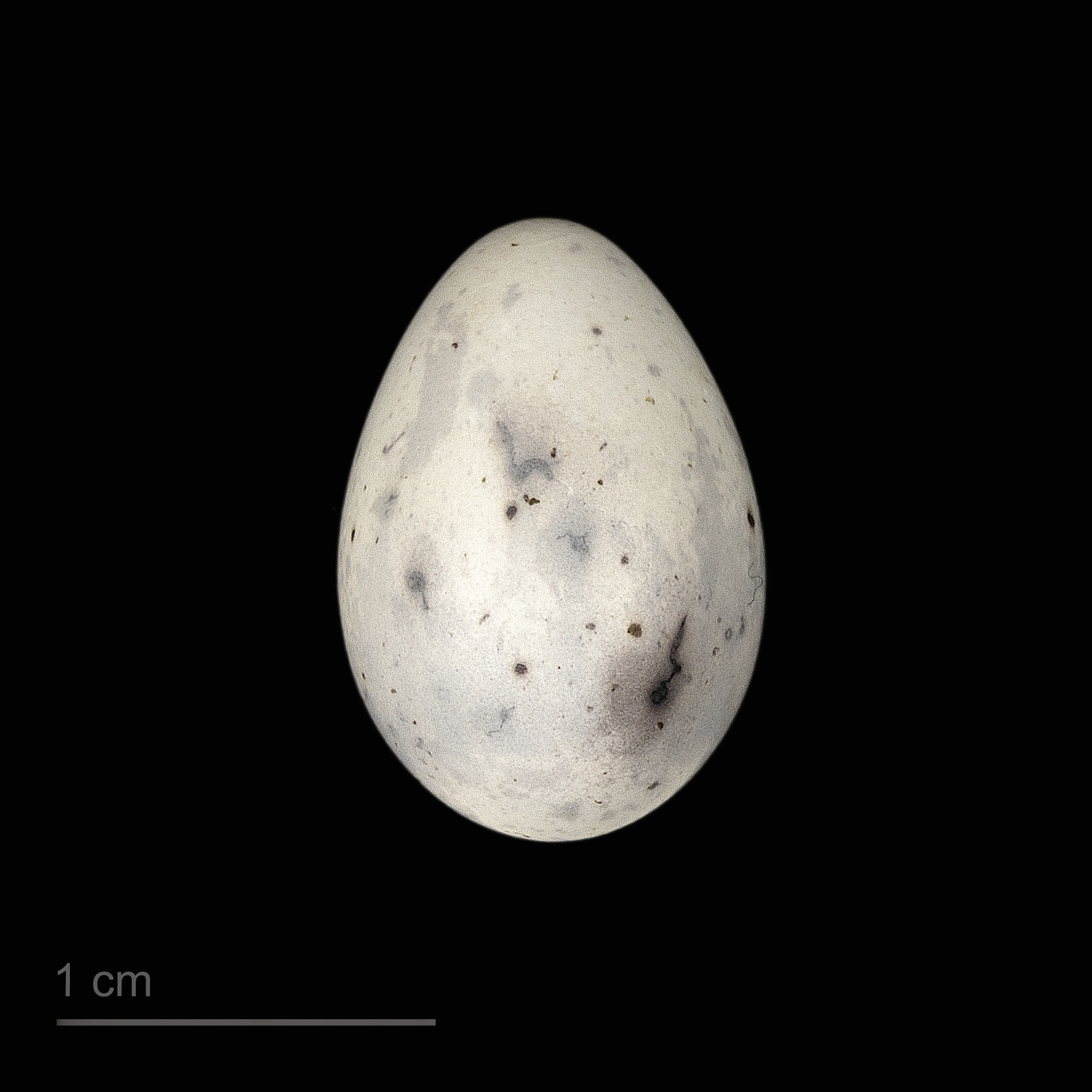
Oeufs de Cinnyris chloropygius - Muséum de Toulouse

Le Souimanga à ventre olive (Cinnyris chloropygius) est une espèce de passereaux de la famille des Nectariniidae.

## Répartition
Son aire s'étend à travers l'Afrique équatoriale.

## Sous-espèces
D'après le Congrès ornithologique international, cette espèce est constituée des sous-espèces suivantes (ordre phylogénique) :
- Cinnyris chloropygius kempi Ogilvie-Grant 1910 ;
- Cinnyris chloropygius chloropygius (Jardine) 1842 ;
- Cinnyris chloropygius orphogaster Reichenow 1899.

## Liens externes

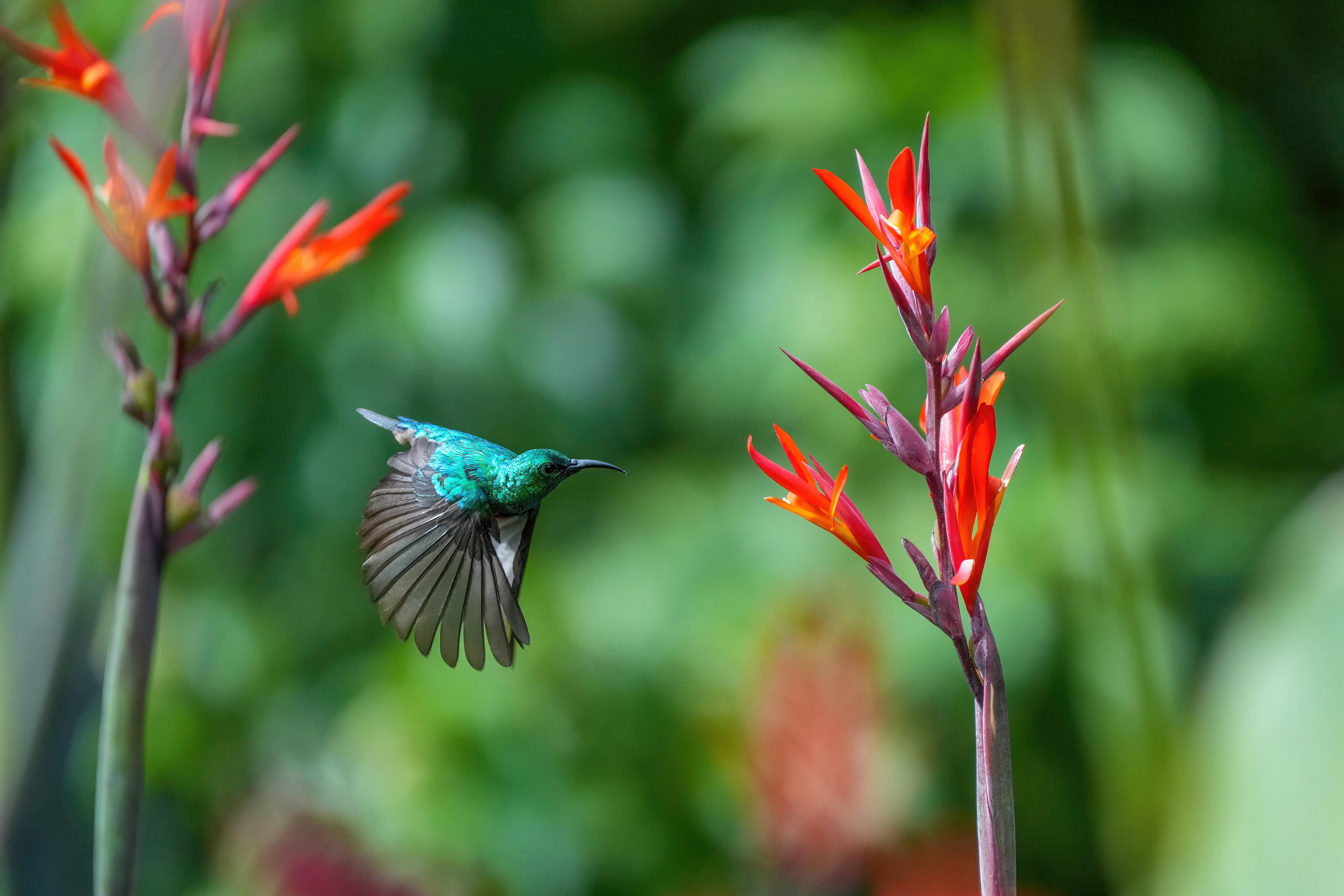
Souimanga à ventre olive en vol